# Szlanica

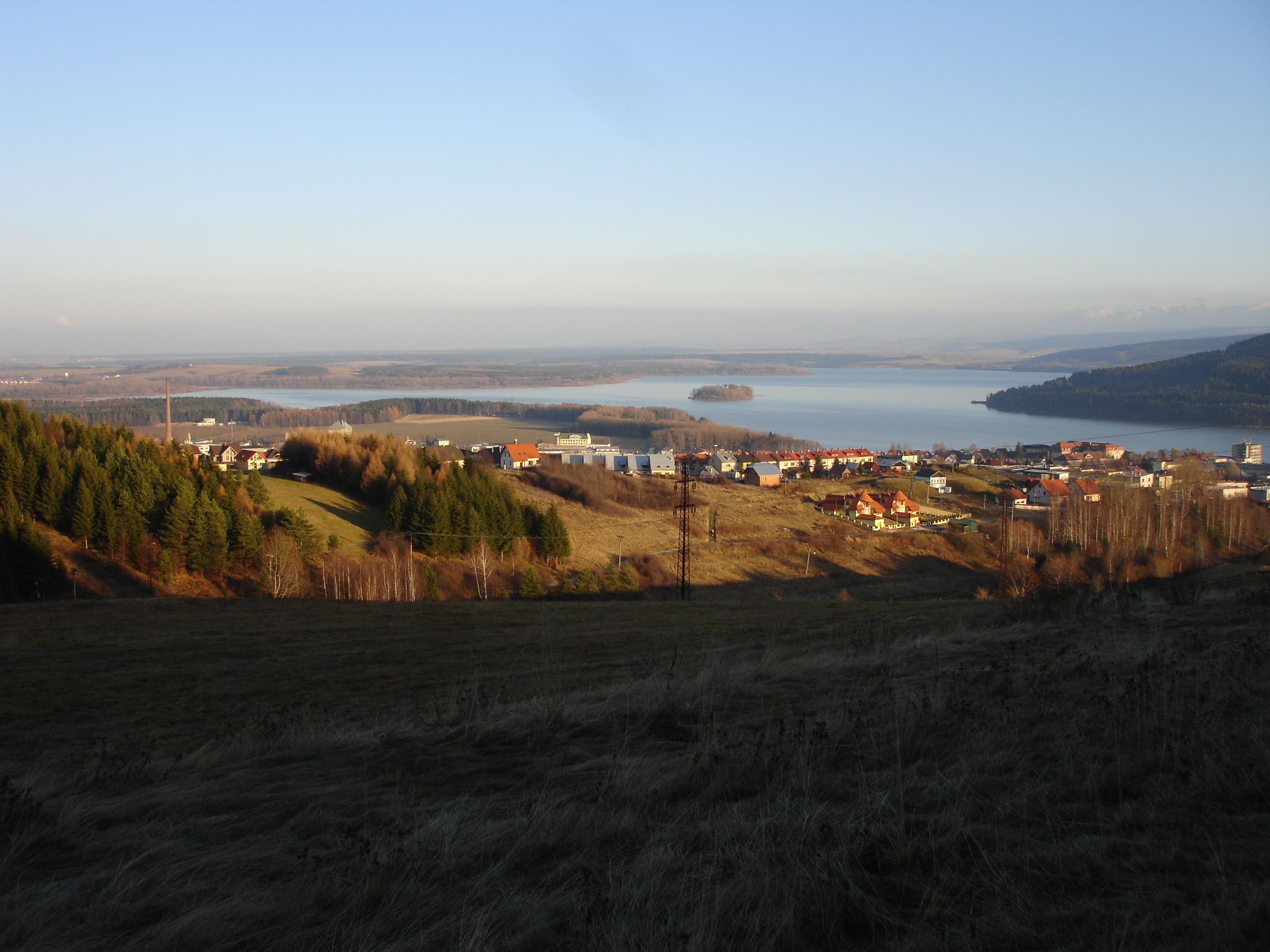
Az Árvai-víztározó Szlanica helyén

Szlanica (szlovákul: Slanica) megszűnt falu, egykor önálló község Szlovákiában, a Zsolnai kerületben, a Námesztói járásban. Ma területe Námesztó városrésze.

## Fekvése
Koordináták: é. sz. 49° 24′ 26″, k. h. 19° 31′ 00″49.407222°N 19.516667°E
Námesztó központjától 2 km-re keletre feküdt. Egykori területének nagy részén ma az Árvai-víztározó vize hullámzik. Megmaradt temploma szigetként emelkedik ki a víztározóból. El nem árasztott déli részén ma üdülőtelep található kempinggel, nyaralókkal.

## Története

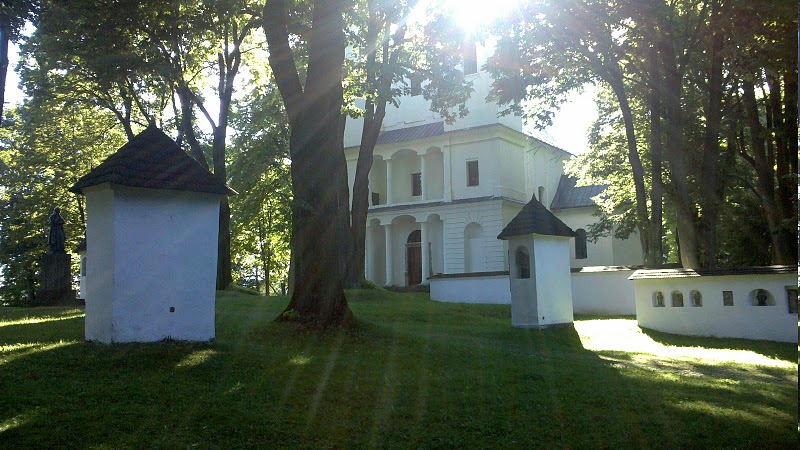
A falu temploma a Szlanicai-szigeten

A falu a vlach jog alapján keletkezett a 16. században. Első írásos említése 1564-ben „Zlanycha” alakban történt. 1567-ben „Slanycza”, 1588-ban „Slawnicza” néven találjuk. Az árvai váruradalomhoz tartozott, vezetője a falusi bíró volt. 1624-ben 130 lakosa volt. Lakói vászonszövéssel, földműveléssel, tutajozással, állattartással foglalkoztak. 1625-ben „Slanica” néven említik az írott források. 1712-ben 315 lakosa volt. 1778-ban 533-an lakták.
A 18. század végén Vályi András így ír róla: „SZLANICZA. Tót falu Árva Várm. földes Ura a’ Királyi Kamara, lakosai katolikusok, fekszik Námesztónak szomszédságában, és annak filiája. Lakosai leginkább vászonnal kereskednek, ’s valamint házaik, úgy ruházattyok is tsínosabb a’ több szomszéd lakosokénál; félelmet okoz lakosainak, hogy napkelet felől való részén, holott régenten erdője vala, mintegy 500 mérő alá való föld a’ napnak nagy hévségétől is meggyúlad, melly, nagy szél támadván, lakásaikban is kárt tehetne, és tsak hoszszas essőzés által szokott kialudni lappangó égése; határja többnyire térséges, és jól termő, de Biela Orova, és Szlanicza folyók, áradásaik által károkat okoznak termő földgyén.”
1828-ban 115 háza és 894 lakosa volt.
Fényes Elek 1851-ben kiadott geográfiai szótárában így ír a faluról: „Szlanicza, tót falu, Árva vármegyében, 820 kath., 15 evang., 59 zsidó lak. Paraszt házai közt sok kőből épültet láthatni. Van vendégfogadója, 50 4/8 sessiója. Tóth, Horváth, Dalmát országokba kereskedik. Földjeit az Árva és Szlana gyakran elönti. F. u. az árvai uradalom. Ut. p. Rosenberg.”
A trianoni diktátumig területe Árva vármegye Námesztói járásához tartozott.
1954-ben az újonnan épülő Árvai-víztározó vizével árasztották el. Lakói Nagyszombat környékén és Dél-Szlovákiában telepedtek le. A faluból csak a víztározóból kiemelkedő szigeten álló temploma maradt.

## Népessége
1910-ben 794, túlnyomóan szlovák anyanyelvű lakosa volt.

## Nevezetességei
- Római katolikus temploma 1766-ban épült barokk stílusban, 1843-ban klasszicista stílusban építették át. Ma népművészeti kiállítás látható benne, az Árvai-víztározó szigetén áll.

## Neves személyek
- Itt született 1727-ben Bernolák András jezsuita rendi pap, tanár.
- Itt született 1762. október 3-án Anton Bernolák római katolikus pap, nyelvész.
- Itt született 1861. szeptember 25-én Ignác Kaviak irodalomtörténész.
- Itt született 1867-ben Türk Sándorné író, fényképész.
- Itt született 1877. augusztus 22-én Szabó Ervin szociológus, könyvtárigazgató, a munkásmozgalom harcosa.

## Lásd még
- Námesztó